# シボレー・クルーズ
クルーズ (Cruze) は、アメリカ合衆国のゼネラルモーターズ（GM）がかつてシボレーブランドで販売していた乗用車である。

## 初代 HR51S/HR52S/HR81S/HR82S型（2001年 - 2008年）
初代スイフトをベースに開発された。車体デザインはゼネラルモーターズが担当、15インチの大径タイヤや高めの最低地上高などSUV風に仕上げており、テールランプはコルベットがモチーフとされている。フロントデザインの一部（ヘッドランプ、フェンダー等）は後に欧州向け初代イグニス（スイフトの国外仕様車）や、その兄弟車であるスバル・ジャスティに用いられた。スズキの湖西工場（静岡県湖西市）で生産され、日本国内のほか、オーストラリアでもホールデン・クルーズとして販売された。
エンジンは直列4気筒DOHCの1.3 Lのほか、3型まで同1.5 Lも存在した。駆動方式は前輪駆動か、電子制御カップリング（Electro-Magnetic Control Device, EMCD）によるトルクスプリット式4WD。モード切替スイッチにより、2WD（FF）/4WD AUTO/4WD HARD（直結）を選択できる。
取り扱いディーラーはスズキアリーナ店およびGMシボレー店（設立初期はGMオートワールド）。販売開始当初はスズキ店でも取り扱っていた。
歴史
- 1999年 - 第33回東京モーターショーでコンセプトカーとなる「YGM-1」を発表。
- 2001年10月22日 - 発売。当初は1.3Lの「1.3E」、「1.3X」をスズキの販売網で、1.5Lの「1.5LS」、「1.5LT」をGMシボレーの販売網でそれぞれ販売されていた。
- 2002年
  - 5月10日 - オーストラリア向け（ホールデン・リミテッド社）の輸出を開始。
  - 12月16日 - 1.3L車の仕様変更を受ける（アルミホイールの装着など。グレード名も「1.3LS」、「1.3 LT」に変更）。また、スズキ・GM相互で1.3L車と1.5L車を両方扱えるようになる。
- 2003年
  - 6月3日 - 仕様変更（オーディオの標準装備化[2]と車両本体価格の値下げ）。また、99万円からとしたお買い得グレード「1.3LS Eエディション」を追加。なお、「1.5LS」は廃止された。
  - 11月13日 - 一部改良（2型）。エンジン性能の向上により、2WD車は全グレード「超-低排出ガス車（☆☆☆）」認定を取得。1.3L・2WD車は燃費性能も向上。内装の改良や外装部品の追加・変更を行った。
  - 12月12日 - 「1.3LT」をベースにスポーティな外装と上級仕様の内装を施した特別仕様車「1.3Sリミテッド」を発売。
- 2004年
  - 5月12日 - 「1.3LT」をベースにした特別仕様車「1.3SリミテッドII」を発売。
  - 12月14日 - 青色を効果的に配色した内装とスポーティな外装を持つ特別仕様車「1.3S-セレクション」を発売。
- 2005年4月11日 - 一部改良（3型）。1.3L・2WD車の排ガス性能を向上し、「平成17年排出ガス75%低減レベル（☆☆☆☆）」認定と「平成22年度燃費基準」を達成。快適装備もプラスされた。なお、「1.3LT」は廃止し、特別仕様車の「1.3S-セレクション」に継承される。
- 2006年5月25日 - 一部改良（4型）。1.5 Lを廃止し、「1.3LS」と「1.3LT」の2グレードに集約される。また、シートを赤と黒のデザインに統一する。
- 2008年8月[3] - 生産終了に伴い、WEBカタログによる案内が終了。9月[4]に販売終了となった。新車登録台数の累計は4万7144台[5]。

## 2代目（2008年 - 2016年）
GMグループの日本を除く世界戦略車種に位置付けられるCセグメントファミリーカーで、オプトラ及びコバルトの後継車種となる。したがって、初代とは車名以外の共通点はない。ボディタイプはセダンと5ドアハッチバックと5ドアステーションワゴンが用意される。
韓国では当初「ラセッティプレミア」 (Lacetti Premiere) の車名でGM大宇ブランド車として販売されていたが、2011年3月にGM大宇が韓国GMに社名変更し、同ブランドに代わってシボレーブランドが導入されたことに伴って「シボレー・クルーズ」に変更された。また、オーストラリアおよびニュージーランドでは「ホールデン・クルーズ」として販売されている。
エンジニアリングはドイツ・リュッセルスハイムにあるGMヨーロッパの研究開発センターにて行われ、スタイリングは韓国・仁川にあるGM大宇のデザインスタジオが手がけた。車台はGMデルタプラットフォームの第2世代で、オペル・アストラJやビュイック・ベラーノなどと共有する。エンジンのラインアップは仕向け地によって異なるが、直列4気筒1.6L、1.8L、1.4Lターボ、1.7Lディーゼル、2.0Lディーゼルが用意される。トランスミッションは6速MTおよび6速ATを搭載。
生産はGMの韓国・群山、中国・瀋陽、インド・グジャラート、アメリカ合衆国・オハイオ、ロシア・サンクトペテルブルク、タイ・ラヨーン、オーストラリア・エリザベスの各工場で行われる。
歴史
- 2008年
  - 9月 - モンディアル・ド・ロトモビルでセダンが世界初公開。
  - 10月 - 前身のラセッティに引き続いて世界ツーリングカー選手権(WTCC)向けのレースカーが発表された[7]。
  - 11月8日 - クルーズの韓国版「ラセッティプレミア」を販売開始。エンジンは当初1.6L・DOHCのみの3グレード構成となっていたが、2009年2月に2.0Lディーゼル仕様が、10月に1.8L・DOHCの「ID（アイデンティティ）」がそれぞれ追加されている。
- 2009年
  - 3月 - オーストラリアでホールデン・クルーズ（JG型）として発表。
  - 4月18日 - 中国で販売開始。
  - 5月 - ヨーロッパで順次販売開始。
  - 10月12日 - インドで販売開始。2.0Lディーゼルのみの2グレード構成となっており、従来のオプトラ・マグナムも継続販売される。
  - 11月 - 名古屋モーターショーで右ハンドル仕様が参考出品され、日本初公開（日本での発売はこの時点では未定）。
  - 12月 - ロサンゼルスオートショーにて北米仕様車が2011年モデルとして発表される。エンジンは1.8Lと1.4Lターボの2種類が用意される。
- 2010年10月 - モンディアル・ド・ロトモビルにて5ドアハッチバックのコンセプトが発表される。スタイリングはオーストラリア・ポートメルボルンにあるホールデンのデザインスタジオが担当した[8]。
- 2011年
  - 2月28日 - オーストラリア向けホールデン・クルーズがフェイスリフトされる（シリーズII、JH型）。それまでは韓国から輸入していたが、エリザベス工場での現地生産に切り替えられた。ラジエターグリルやフロントバンパーなどの意匠が変更されたほか、新たに2.0Lディーゼルと1.4Lターボが導入された[9]。
  - 3月 - 韓国仕様車がGM大宇ブランドからシボレーブランドに変更される。

5ドアハッチバックの市販モデルがジュネーヴモーターショーにて世界初公開[10]。やや遅れて豪ホールデン版も発表され[11]、その後ソウルモーターショー2011でも発表された。
  - 5月22日 - 韓国市場にてハッチバックが「クルーズ5」として発表・発売開始された。
- 2012年
  - 2月9日 - 3月の第82回ジュネーヴモーターショーにてクルーズのワゴンが世界初公開されることが発表された[12]。ヨーロッパで同年夏の発売を予定している。エンジンのラインナップはガソリンが1.6L、1.8L、1.4Lターボの3種類、ディーゼルは2.0Lと新たに1.7Lが加わる。
  - 4月10日 - ブラジルにてハッチバックが「クルーズ・スポーツ6」として発売された[13]。
  - 4月17日 - イギリスにて1.7Lディーゼル搭載車がラインナップに追加された。5ドアハッチバックが翌5月に発売され、ステーションワゴンは2012年後半に投入される予定である[14]。
  - 5月24日 - 釜山モーターショーにてフェイスリフトされた2013年モデルを発表[15][16]。先に発表されたステーションワゴンと同様のフロントマスクに改められた他、クロームをあしらうなどして高級感を高めると同時にアルミホイールのデザインを刷新。機能面についてもスマートフォンと連携して、音楽や映像のみならず車両情報や空調設定など様々な情報を入手・再生できる次世代インフォテインメントシステム「シボレー・マイリンク」 (Chevrolet MyLink) が導入された。
  - 6月4日 - 韓国で2013年モデルを発売。新グレード「パーフェクトブラック」を設定（1.8Lガソリン、2.0Lディーゼルともに設定）。
- 2013年10月18日 - 韓国で2014年モデルを発売。トラックスに搭載済みの1.4Lガソリンターボ（130PS）を設定。
- 2015年1月22日 - 韓国で2016年モデルを発表。リアコンビレンズをデュアルスクエアタイプへ、リアのナンバープレートもバンパーレベルへ移動するなど大幅に変更された。

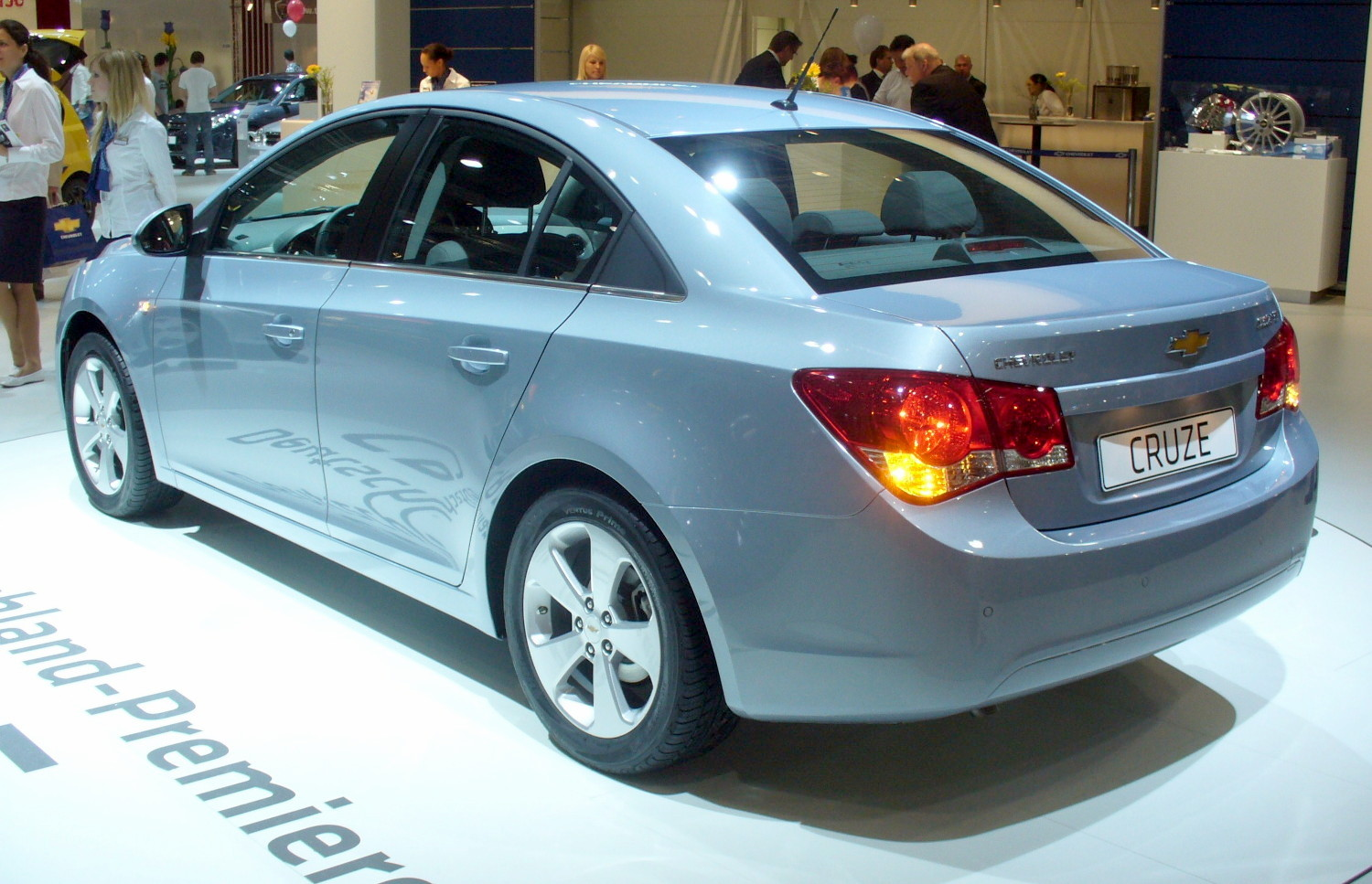
2代目シボレー・クルーズセダン（欧州仕様）
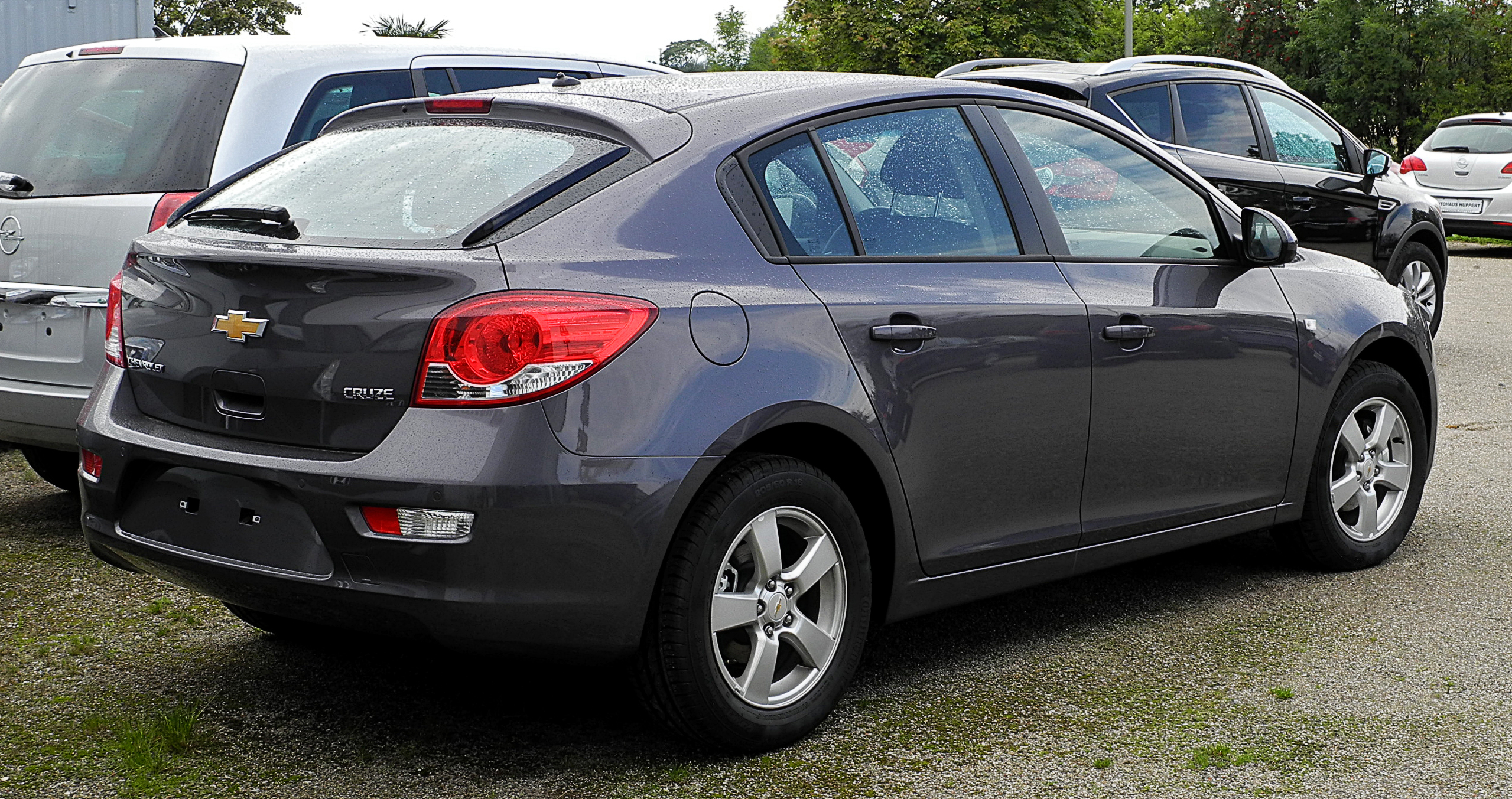
2代目シボレー・クルーズハッチバック（欧州仕様）
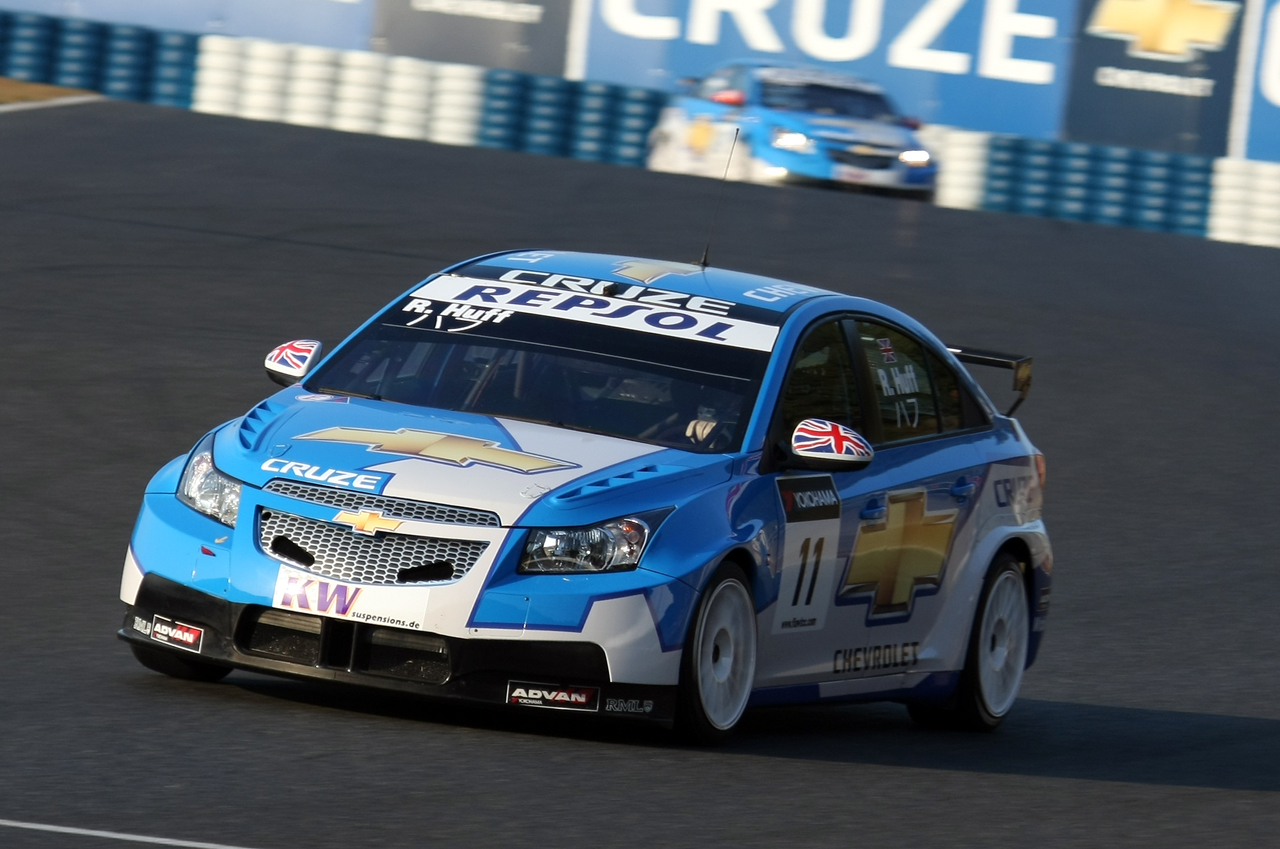
2代目シボレー・クルーズWTCC仕様車
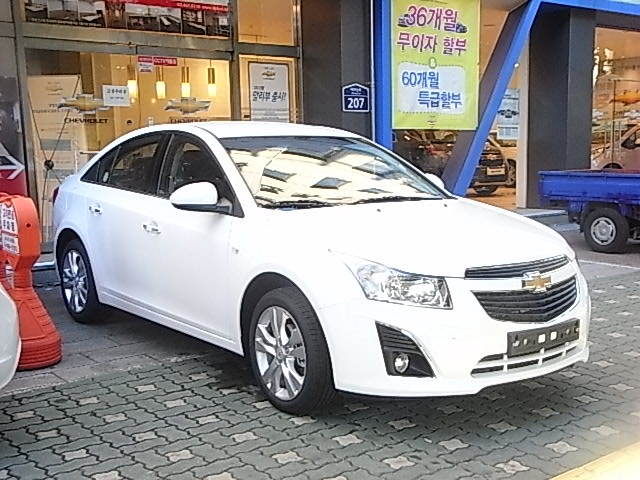
韓国仕様　中期
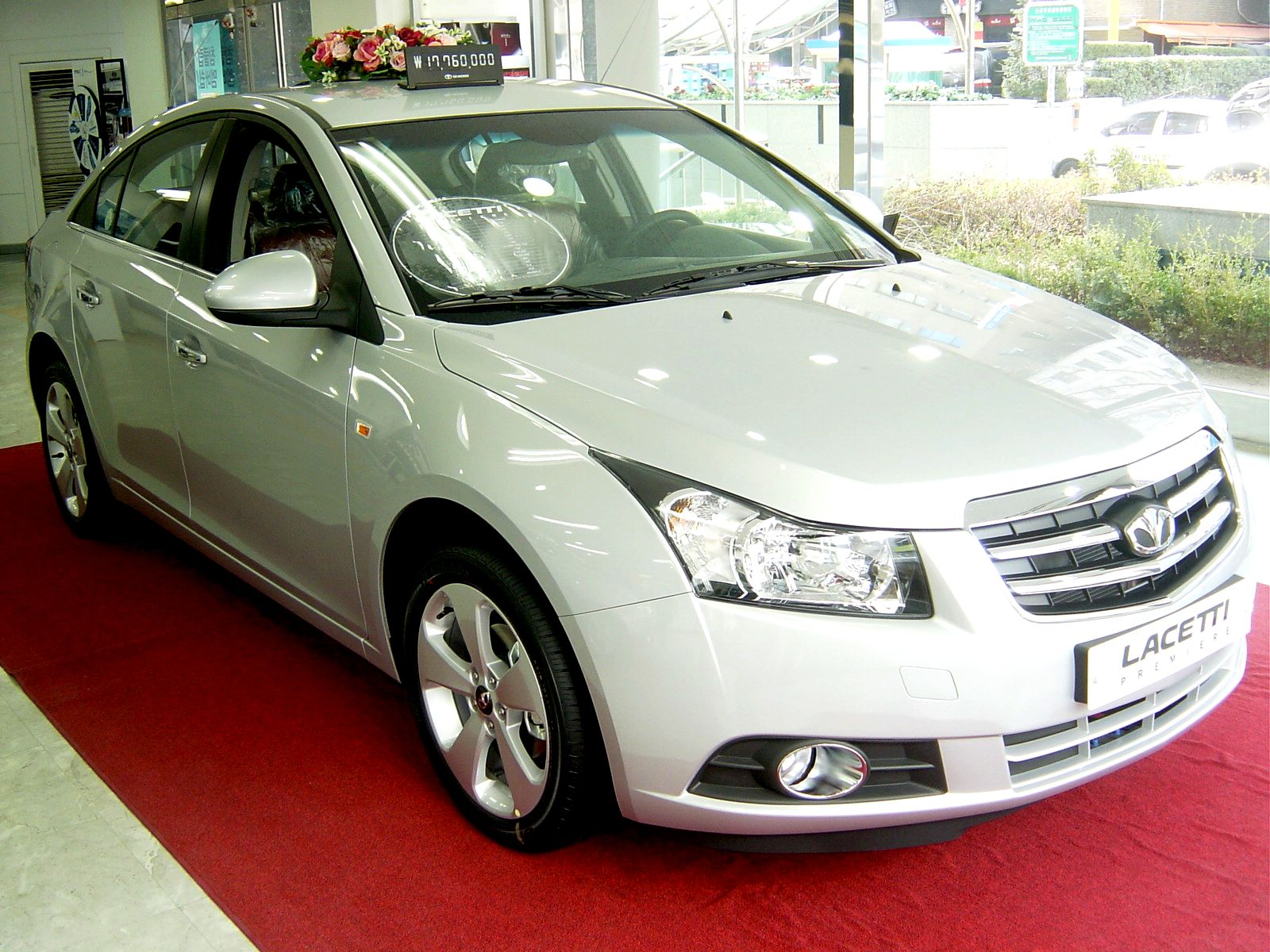
GM大宇・ラセッティプレミア
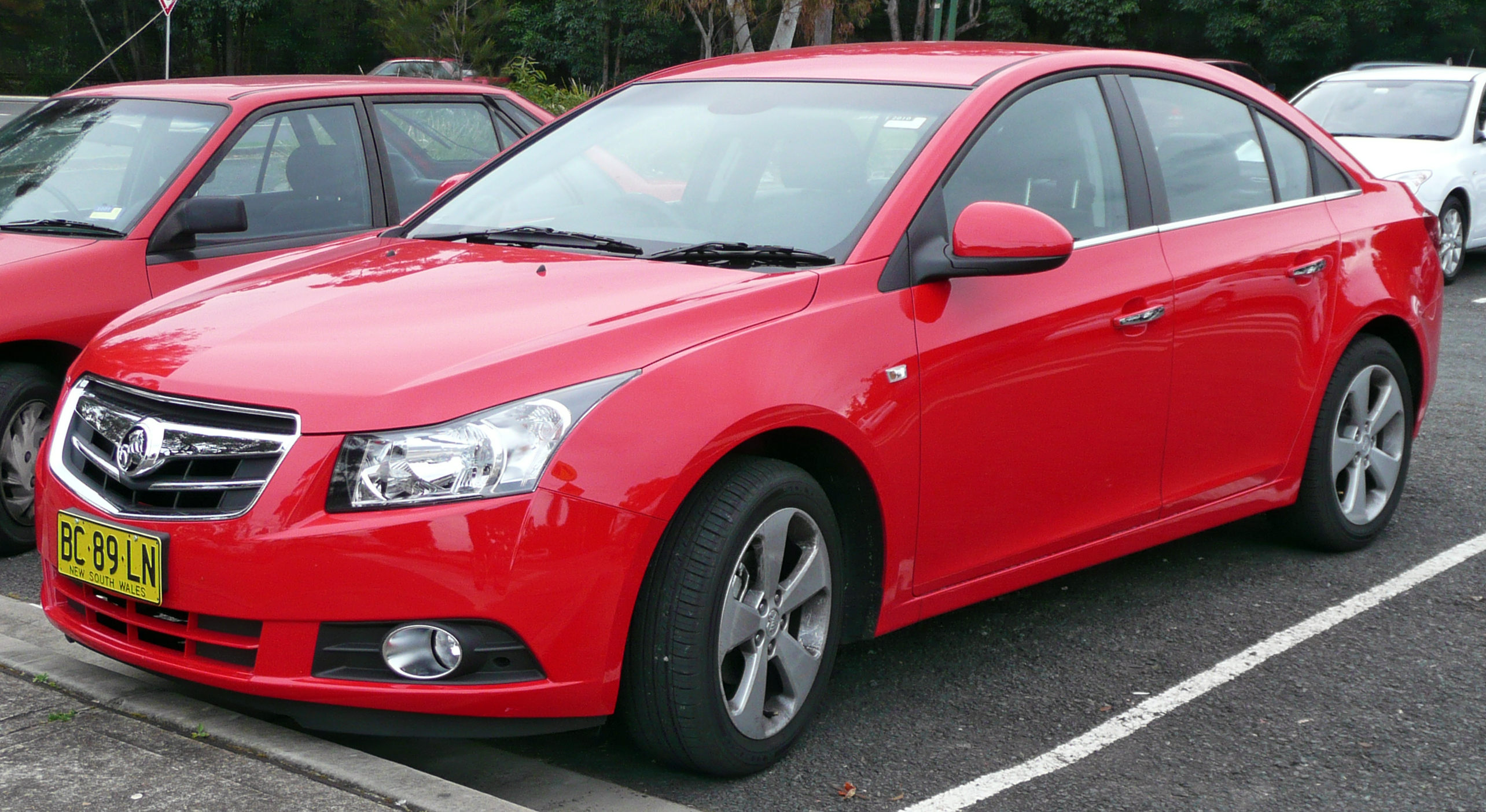
ホールデン・クルーズ（JG型）
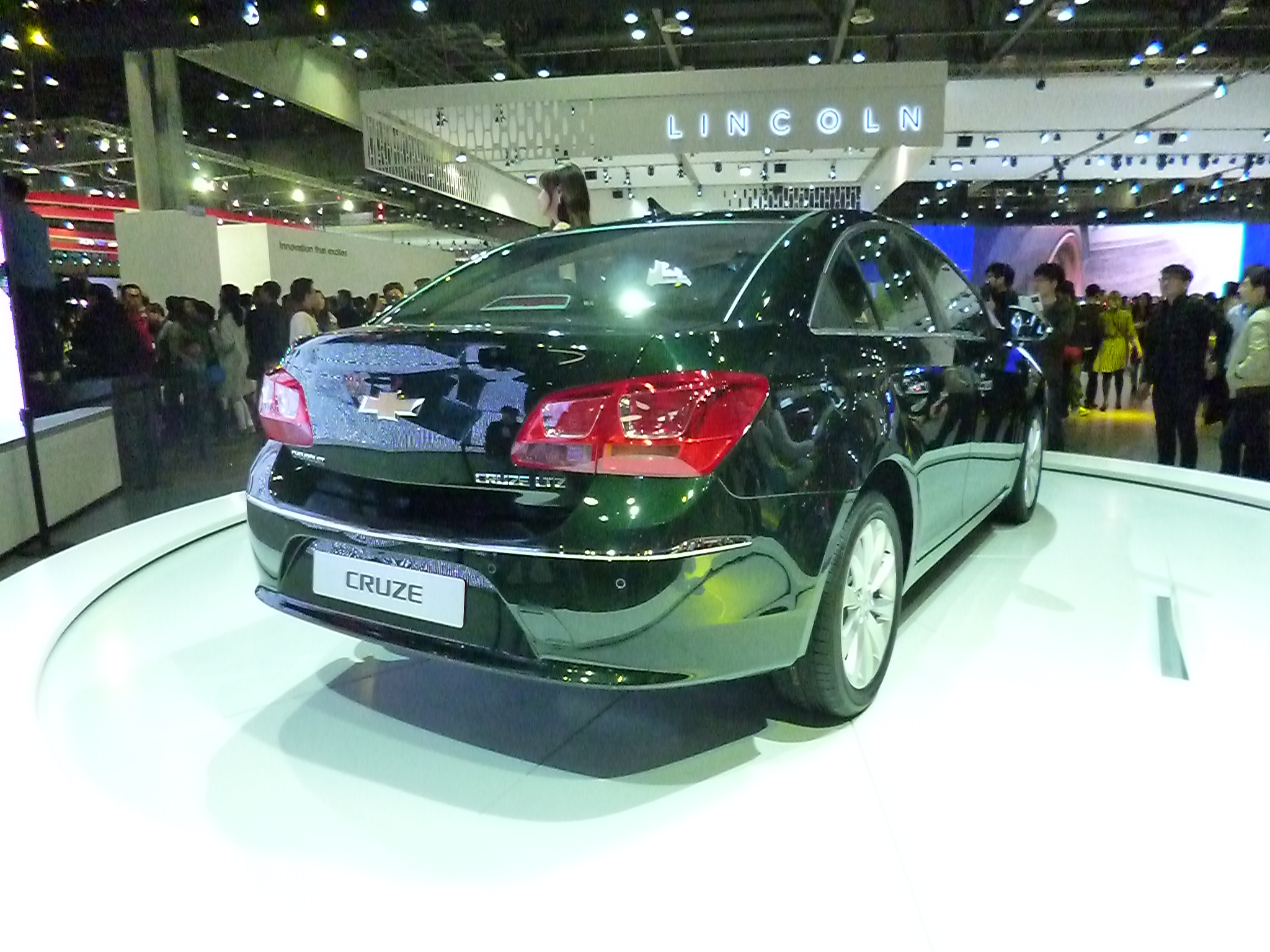
韓国仕様　後期　リヤ

## 3代目（2016年 - 2020年）
2015年6月24日、アメリカで発表。2016年から販売予定とアナウンスされた。先代より車体を大型化させつつも100㎏以上軽量化すると同時に、剛性も向上させている。また、サイドブラインドゾーン警告など安全装備を充実させ、「シボレー・マイリンク」などの車載コネクティビティも充実させている。
エンジンは新開発の1.4Lガソリンターボを搭載。
なお、この代から欧州ならびにオセアニア向けは消滅し、これらの市場ではオペル/ホールデン・アストラセダンが後継となる。
生産はオハイオ州の工場の専用ラインで生産されてきたが、販売不振のため工場の稼働率が低下し、2018年には工場従業員の一時解雇のきっかけとなった。
歴史
- 2016年1月 - 北米市場で販売を開始。
- 2017年1月 - 韓国で販売を開始。
- 2018年 - 北米・韓国での販売を終了。
- 2020年 - 中国での販売を終了。

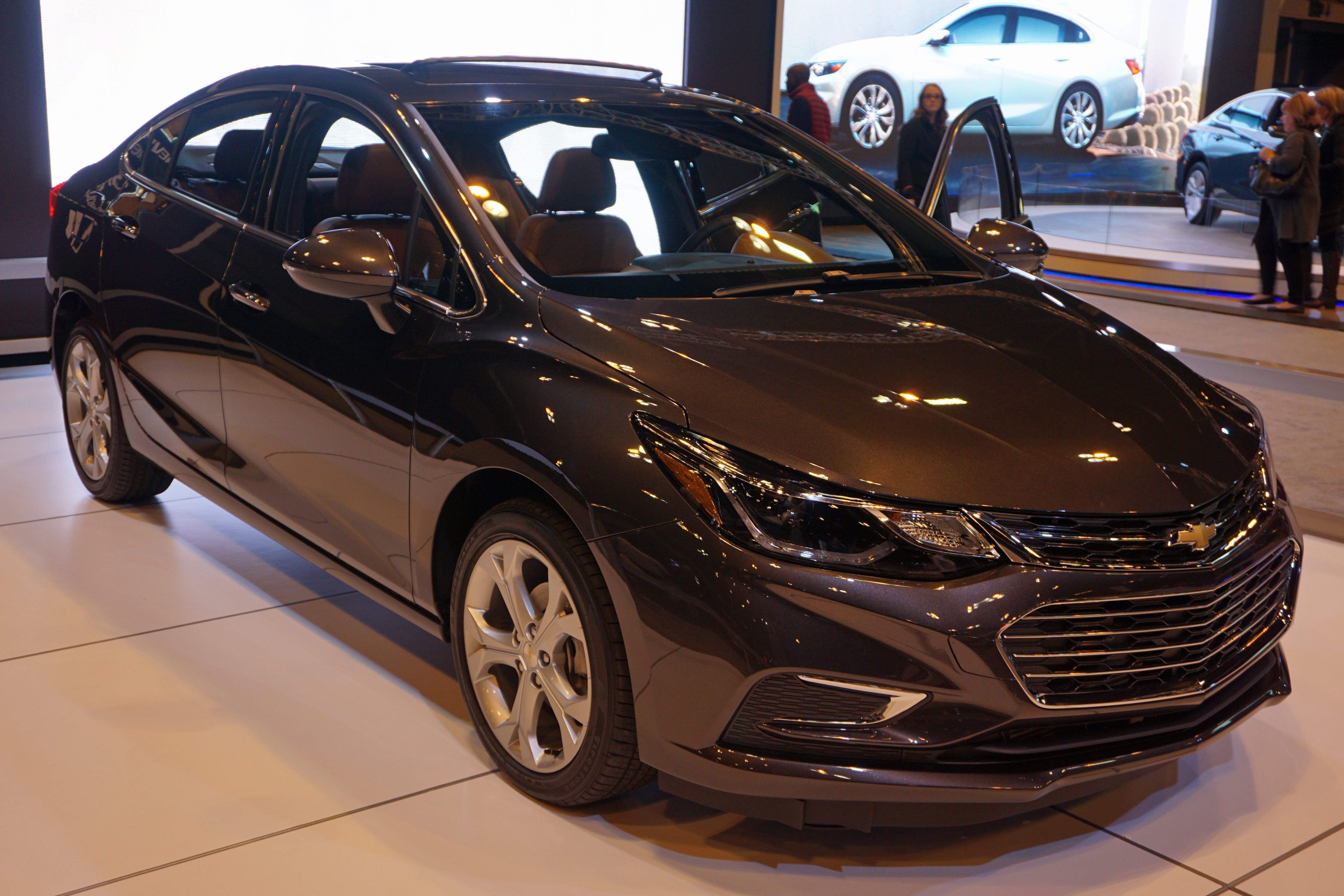
フロント
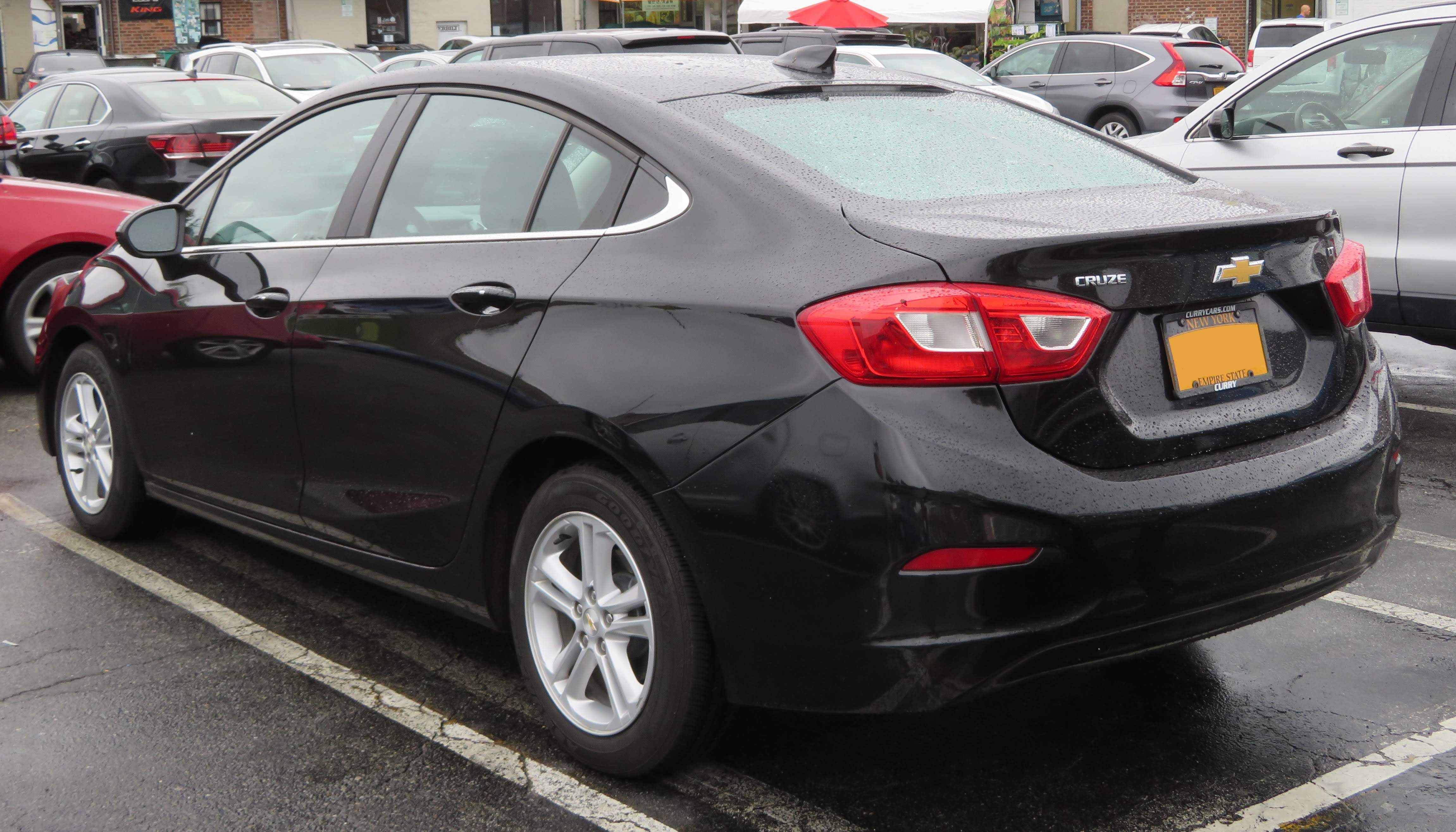
リア